# 1001° Centigrades
1001° Centigrades, alternativer Titel 2, ist das zweite Album der Zeuhl-Band Magma, das am 5. Oktober 1971 erschien. Spätere Wiederveröffentlichungen verwenden beide Titel als 2: 1001° Centigrades.
Das erste Stück, Rïah Sahïltaahk, wurde später als komplettes EP-Studioalbum Rïah Sahïltaahk, im Jahr 2014 neu aufgenommen, da Christian Vander mit dem Arrangement auf diesem Album nicht zufrieden war.

## Inhalt
Die Titel berichten von der Ankunft der kobaïanischen Gruppe auf der Erde und dem scheinbar freundlichen Empfang. Die Erdbewohner hören sich die Geschichten über die Gründung und die Entwicklung der kobaïanischen Zivilisation, ihre Philosophie und ihre Ideen zur Verbesserung des Lebens auf der Erde durch Reinigung und spirituelle Erleuchtung an. Doch nachdem sie diese Ideen bei einem Treffen mit den irdischen Behörden vorgetragen haben, wird die kobaïanische Gruppe kurzerhand inhaftiert und ihr Raumschiff beschlagnahmt. Doch es gelangt eine Nachricht nach Kobaïa, von wo eine Rettungsaktion gestartet wird. Das kobaïanische Rettungsteam stellt die Erdbehörden vor die Wahl, entweder die gefangenen Kobaïaner freizulassen oder sich der sicheren Vernichtung durch die ultimative Waffe der Kobaïaner auszusetzen. Die gefangenen Kobaïaner werden umgehend freigelassen, und obwohl sie schwören, nie wieder zurückzukehren, wird ihr Besuch den wenigen, die mit ihnen in Kontakt kamen, noch lange in Erinnerung bleiben, ihre Ideen werden bewahrt und an künftige Generationen weitergegeben.

## Hintergrund
1001° Centigrades wurde vom 5. – 10. April 1971 in den Michel Magne Studios in Hérouville-en-Vexin (Oise) von Dominique Blanc-Frankard aufgezeichnet und abgemischt.
Das in der Kunstsprache Kobaïanisch gesungene Album erzählt den zweiten Teil des Mythos von Kobaïa, wonach das Volk von Kobaïa auf die Erde zurückkehrt, um den Planeten zu retten.
Mit dem Album 1001° Centigrades entwickelte sich der Zeuhl-Sound, der für die folgenden Werke Magmas charakteristisch werden sollte, jedoch fehlten noch der opernhafte Frauengesang und der treibende Rhythmus, die mit dem  folgenden Album Mekanïk Destruktïw Kommandöh (MDK) eingeführt wurden.
Zwischen der Veröffentlichung dieses Albums und Mëkanïk Dëstruktïẁ Kömmandöh verließen einige Mitglieder die Band aufgrund von Meinungsverschiedenheiten über den zukünftige Ausrichtung des Sounds. Saxophonist Yochk'o „Jeff“ Seffer und Keyboarder François Cahen gründeten darauf die Band Zao den Seound der ersten beiden Magma-Veröffentlichungen weiterführten.

## Rezeption
1001° Centigrades wurde von der Presse sehr positiv aufgenommen. In einer enthusiastischen Kolumne in der französischen Zeitschrift Rock & Folk Nr. 54 vom Juli 1971 bewertete  Yves Adrien das Album als einen „… unglaublichen Fortschritt gegenüber dem vorherigen, das seinerseits ein sehr großer musikalischer Moment war …“ Kritiker der Zeitschrift Jazz Hot vom Dezember 1971 weisen in die gleiche Richtung: „… Der Aufbau lässt keinen Raum für Kritik, keine einzige Länge. Alles perfekt gespielt und sehr gut umgesetzt.“
Die französische Zeitschrift Best kürte das Album zur Platte des Monats Juli 1971 und die Akademie Charles Cros verlieh dem Album 1971 ihren Grand Prix.

## Titelliste
| Nr.          | Titel           | Autor(en)        | Länge |
| ------------ | --------------- | ---------------- | ----- |
| 1.           | Rïah Sahïltaahk | Christian Vander | 21:45 |
| Gesamtlänge: | Gesamtlänge:    | Gesamtlänge:     | 21:45 |

| Nr.          | Titel             | Autor(en)      | Länge         |
| ------------ | ----------------- | -------------- | ------------- |
| 1.           | 'Ïss' Lanseï Doïa | Teddy Lasry    | 11:46         |
| 2.           | Ki Ïahl Ö Lïahk   | François Cahen | 8:23          |
| Gesamtlänge: | Gesamtlänge:      | Gesamtlänge:   | 20:09 (41:54) |